# 看不見比妳更重要的事物/微熱Refrain
《看不見比妳更重要的事物／微熱Refrain》（日语：大切なものは君以外に見当たらなくて／微熱リフレイン）是日本樂團flumpool的第11張單曲，日本Amuse於2013年7月3日發行。

## 曲目
- 看不見比妳更重要的事物/微熱Refrain ( CD+DVD ) 初回限定盤

| 曲目 | 歌名                                 | 日文歌名 | 演唱者   | 作詞     | 作曲     | 附註                                                                                    |
| 1    | 看不見比妳更重要的事物               |          | flumpool | 山村隆太 | 阪井一生 |                                                                                         |
| 2    | 微熱Refrain                          |          | flumpool | 山村隆太 | 阪井一生 |                                                                                         |
| 3    | OAOA                                 |          | flumpool | 山村隆太 | 陳信宏   | 為五月天專輯《第二人生》中收錄歌曲《OAOA》的日文翻唱 曾收錄於《Experience》台灣特別版本 |
| 4    | 看不見比妳更重要的事物(Instrumental) |          |          | 山村隆太 | 阪井一生 |                                                                                         |
| 5    | 微熱Refrain(Instrumental)            |          |          | 山村隆太 | 阪井一生 |                                                                                         |
| 6    | OAOA(Instrumental)                   |          |          | 山村隆太 | 陳信宏   |                                                                                         |

## 音樂錄影帶MV
| 歌名                                                      | 執導 | 首播時間      | 首播媒介                 |
| --------------------------------------------------------- | ---- | ------------- | ------------------------ |
| 大切なものは君以外に見当たらなくて （页面存档备份，存于） |      | 2013年6月30日 | Youtube flumpool官方频道 |
| OAOA （页面存档备份，存于）                               |      | 2013年2月24日 | Youtube 相信音樂官方频道 |

## 唱片版本
- 找不到除了你以外更要重要的人了 , 微熱Refrain 通常盤／大切なものは君以外に見当たらなくて , 微熱リ flumpool2013.07.03Amuse發行)[2][3]

- 看不見比妳更重要的事物/微熱Refrain ( CD+DVD ) 初回限定盤 flumpool2013.07.03 Amuse發行)[4]